# Albert Russell Main
Pour les articles homonymes, voir Main (homonymie).
Albert (Bert) Russell Main, né le 6 mars 1919 à Perth où il est mort le 3 décembre 2009,  est un zoologiste australien.

## Biographie
Après la Seconde Guerre mondiale, durant laquelle il sert dans le corps de volontaire puis dans l'armée de l'air australienne, il étudie à l'université de Chicago grâce à une bourse Fulbright en 1950. Il travaille dans le département de zoologie de l'Université d'Australie-Occidentale de 1952 à 1967. Il obtient un doctorat en 1956. De 1967 à 1984, il enseigne la zoologie. Il travaille de 1972 à 1979 à l'Institut australien de science marine. De 1972 à 1985, il est membre du service de protection de l’environnement d'Australie, de 1980 à 1983, président du service des parcs nationaux. Il est fait commandeur de l'ordre de l'Empire britannique en 1981.
Il est fait membre de l'Académie australienne des sciences en 1969.

## Source
- (en) Biographie Bright Sparcs

## Référence
1. ↑  Biographie sur eoas.info